# Torneo di Wimbledon 2013 - Qualificazioni singolare maschile
Le qualificazioni del singolare maschile del Torneo di Wimbledon 2013 sono state un torneo di tennis preliminare per accedere alla fase finale della manifestazione. I vincitori dell'ultimo turno sono entrati di diritto nel tabellone principale. In caso di ritiro di uno o più giocatori aventi diritto a questi sono subentrati i lucky loser, ossia i giocatori che hanno perso nell'ultimo turno ma che avevano una classifica più alta rispetto agli altri partecipanti che avevano comunque perso nel turno finale.

## Teste di serie
1. Dudi Sela (primo turno)
2. Jack Sock (primo turno)
3. João Sousa (ultimo turno)
4. Wayne Odesnik (qualificato)
5. Jiří Veselý (secondo turno)
6. Denis Kudla (qualificato)
7. Jan-Lennard Struff (qualificato)
8. Tim Smyczek (ultimo turno)
9. Illja Marčenko (secondo turno)
10. Dušan Lajović (primo turno)
11. Michał Przysiężny (qualificato)
12. Rhyne Williams (ultimo turno)
13. Gō Soeda (qualificato)
14. Matthias Bachinger (primo turno)
15. Marc Gicquel (qualificato)
16. Tejmuraz Gabašvili (qualificato)

1. Matteo Viola (primo turno)
2. Yūichi Sugita (primo turno)
3. Simon Greul (primo turno)
4. Olivier Rochus (ultimo turno, ritirato)
5. Julian Reister (qualificato)
6. Somdev Devvarman (primo turno)
7. Ruben Bemelmans (ultimo turno)
8. Flavio Cipolla (ultimo turno)
9. Daniel Muñoz de la Nava (ultimo turno)
10. Guido Andreozzi (secondo turno)
11. Bobby Reynolds (qualificato)
12. Florent Serra (secondo turno)
13. Wang Yeu-tzuoo (qualificato)
14. Marco Chiudinelli (primo turno)
15. Michael Berrer (ultimo turno)
16. Paul Capdeville (secondo turno)

## Qualificati
1. Stéphane Robert
2. Bastian Knittel
3. Julian Reister
4. Wayne Odesnik
5. Dustin Brown
6. Denis Kudla
7. Jan-Lennard Struff
8. Matt Reid

1. Wang Yeu-tzuoo
2. James Duckworth
3. Michał Przysiężny
4. Bobby Reynolds
5. Gō Soeda
6. Alex Kuznetsov
7. Marc Gicquel
8. Tejmuraz Gabašvili

## Tabellone qualificazioni

### Legenda
| - Q = Qualificato - WC = Wild card - LL = Lucky loser | - ALT = Alternate - SE = Special Exempt - PR = Protected Ranking | - w/o = Walkover - r = Ritirato - d = Squalificato |

### Sezione 1
|  | Primo turno          | Primo turno          | Primo turno          | Primo turno          | Primo turno      | Primo turno | Primo turno |  |  | Secondo turno        | Secondo turno        | Secondo turno        | Secondo turno        | Secondo turno        | Secondo turno | Secondo turno |   |   | Terzo turno     | Terzo turno     | Terzo turno | Terzo turno | Terzo turno | Terzo turno | Terzo turno |  |
|  |                      |                      |                      |                      |                  |             |             |  |  |                      |                      |                      |                      |                      |               |               |   |   |                 |                 |             |             |             |             |             |  |
|  | 1                    | Dudi Sela            | Dudi Sela            | Dudi Sela            | 4                | 7           | 2           |  |  |                      |                      |                      |                      |                      |               |               |   |   |                 |                 |             |             |             |             |             |  |
|  |                      | Stéphane Robert      | Stéphane Robert      | Stéphane Robert      | 6                | 65          | 6           |  |  | Stéphane Robert      | Stéphane Robert      | Stéphane Robert      | Stéphane Robert      | Stéphane Robert      | 6             | 6             |   |   |                 |                 |             |             |             |             |             |  |
|  | Oleksandr Nedovjesov | Oleksandr Nedovjesov | Oleksandr Nedovjesov | Oleksandr Nedovjesov | 6                | 65          | 6           |  |  | Oleksandr Nedovjesov | Oleksandr Nedovjesov | Oleksandr Nedovjesov | Oleksandr Nedovjesov | Oleksandr Nedovjesov | 1             | 3             |   |   |                 |                 |             |             |             |             |             |  |
|  | Leonardo Kirche      | Leonardo Kirche      | Leonardo Kirche      | Leonardo Kirche      | 4                | 7           | 1           |  |  |                      |                      |                      |                      |                      |               |               |   |   | Stéphane Robert | Stéphane Robert | 6           | 1           | 3           | 6           | 6           |  |
|  | Radu Albot           | Radu Albot           | Radu Albot           | Radu Albot           | Radu Albot       | 4           | 65          |  |  |                      |                      | Dzmitry Zhyrmont     | Dzmitry Zhyrmont     | 4                    | 6             | 6             | 4 | 4 |                 |                 |             |             |             |             |             |  |
|  | Dzmitry Zhyrmont     | Dzmitry Zhyrmont     | Dzmitry Zhyrmont     | Dzmitry Zhyrmont     | Dzmitry Zhyrmont | 6           | 7           |  |  | Dzmitry Zhyrmont     | Dzmitry Zhyrmont     | Dzmitry Zhyrmont     | Dzmitry Zhyrmont     | Dzmitry Zhyrmont     | 6             | 7             |   |   |                 |                 |             |             |             |             |             |  |
|  |                      | James McGee          | James McGee          | James McGee          | James McGee      | 3           | 4           |  |  | Paul Capdeville      | Paul Capdeville      | Paul Capdeville      | Paul Capdeville      | Paul Capdeville      | 3             | 63            |   |   |                 |                 |             |             |             |             |             |  |
|  | 32                   | Paul Capdeville      | Paul Capdeville      | Paul Capdeville      | Paul Capdeville  | 6           | 6           |  |  |                      |                      |                      |                      |                      |               |               |   |   |                 |                 |             |             |             |             |             |  |

### Sezione 2
|  | Primo turno         | Primo turno          | Primo turno          | Primo turno          | Primo turno          | Primo turno | Primo turno |  |  | Secondo turno   | Secondo turno   | Secondo turno   | Secondo turno   | Secondo turno  | Secondo turno | Secondo turno |   |   | Terzo turno     | Terzo turno     | Terzo turno | Terzo turno | Terzo turno | Terzo turno | Terzo turno |  |
|  |                     |                      |                      |                      |                      |             |             |  |  |                 |                 |                 |                 |                |               |               |   |   |                 |                 |             |             |             |             |             |  |
|  | 2                   | Jack Sock            | Jack Sock            | Jack Sock            | Jack Sock            | 2           | 2           |  |  |                 |                 |                 |                 |                |               |               |   |   |                 |                 |             |             |             |             |             |  |
|  |                     | Miša Zverev          | Miša Zverev          | Miša Zverev          | Miša Zverev          | 6           | 6           |  |  | Miša Zverev     | Miša Zverev     | Miša Zverev     | Miša Zverev     | 7              | 3             | 3             |   |   |                 |                 |             |             |             |             |             |  |
|  | Pavol Červenák      | Pavol Červenák       | Pavol Červenák       | Pavol Červenák       | Pavol Červenák       | 4           | 5           |  |  | Bastian Knittel | Bastian Knittel | Bastian Knittel | Bastian Knittel | 62             | 6             | 6             |   |   |                 |                 |             |             |             |             |             |  |
|  | Bastian Knittel     | Bastian Knittel      | Bastian Knittel      | Bastian Knittel      | Bastian Knittel      | 6           | 7           |  |  |                 |                 |                 |                 |                |               |               |   |   | Bastian Knittel | Bastian Knittel | 6           | 7           | 3           | 2           | 6           |  |
|  | Sebastian Rieschick | Sebastian Rieschick  | Sebastian Rieschick  | Sebastian Rieschick  | Sebastian Rieschick  | 3           | 2           |  |  |                 |                 | Flavio Cipolla  | Flavio Cipolla  | 2              | 5             | 6             | 6 | 3 |                 |                 |             |             |             |             |             |  |
|  | David Rice          | David Rice           | David Rice           | David Rice           | David Rice           | 6           | 6           |  |  | David Rice      | David Rice      | David Rice      | David Rice      | David Rice     | 3             | 4             |   |   |                 |                 |             |             |             |             |             |  |
|  |                     | Jordi Samper-Montana | Jordi Samper-Montana | Jordi Samper-Montana | Jordi Samper-Montana | 3           | 1           |  |  | Flavio Cipolla  | Flavio Cipolla  | Flavio Cipolla  | Flavio Cipolla  | Flavio Cipolla | 6             | 6             |   |   |                 |                 |             |             |             |             |             |  |
|  | 24                  | Flavio Cipolla       | Flavio Cipolla       | Flavio Cipolla       | Flavio Cipolla       | 6           | 6           |  |  |                 |                 |                 |                 |                |               |               |   |   |                 |                 |             |             |             |             |             |  |

### Sezione 3
|  | Primo turno             | Primo turno             | Primo turno             | Primo turno             | Primo turno             | Primo turno | Primo turno |  |  | Secondo turno       | Secondo turno       | Secondo turno       | Secondo turno       | Secondo turno       | Secondo turno  | Secondo turno |   |   | Terzo turno | Terzo turno | Terzo turno | Terzo turno | Terzo turno | Terzo turno | Terzo turno |  |
|  |                         |                         |                         |                         |                         |             |             |  |  |                     |                     |                     |                     |                     |                |               |   |   |             |             |             |             |             |             |             |  |
|  | 3                       | João Sousa              | João Sousa              | João Sousa              | João Sousa              | 6           | 6           |  |  |                     |                     |                     |                     |                     |                |               |   |   |             |             |             |             |             |             |             |  |
|  |                         | Nicolas Renavand        | Nicolas Renavand        | Nicolas Renavand        | Nicolas Renavand        | 4           | 3           |  |  | João Sousa          | João Sousa          | João Sousa          | João Sousa          | João Sousa          | 7              | 6             |   |   |             |             |             |             |             |             |             |  |
|  | Alejandro González      | Alejandro González      | Alejandro González      | Alejandro González      | Alejandro González      | 65          | 0           |  |  | Cedrik-Marcel Stebe | Cedrik-Marcel Stebe | Cedrik-Marcel Stebe | Cedrik-Marcel Stebe | Cedrik-Marcel Stebe | 6              | 3             |   |   |             |             |             |             |             |             |             |  |
|  | Cedrik-Marcel Stebe     | Cedrik-Marcel Stebe     | Cedrik-Marcel Stebe     | Cedrik-Marcel Stebe     | Cedrik-Marcel Stebe     | 7           | 6           |  |  |                     |                     |                     |                     |                     |                |               |   |   | João Sousa  | João Sousa  | João Sousa  | João Sousa  | 3           | 3           | 3           |  |
|  | Sergio Gutiérrez-Ferrol | Sergio Gutiérrez-Ferrol | Sergio Gutiérrez-Ferrol | Sergio Gutiérrez-Ferrol | Sergio Gutiérrez-Ferrol | 1           | 62          |  |  |                     |                     | Julian Reister      | Julian Reister      | Julian Reister      | Julian Reister | 6             | 6 | 6 |             |             |             |             |             |             |             |  |
|  | Karol Beck              | Karol Beck              | Karol Beck              | Karol Beck              | Karol Beck              | 6           | 7           |  |  | Karol Beck          | Karol Beck          | Karol Beck          | Karol Beck          | Karol Beck          | 65             | 63            |   |   |             |             |             |             |             |             |             |  |
|  |                         | Arnau Brugués-Davi      | Arnau Brugués-Davi      | Arnau Brugués-Davi      | Arnau Brugués-Davi      | 4           | 610         |  |  | Julian Reister      | Julian Reister      | Julian Reister      | Julian Reister      | Julian Reister      | 7              | 7             |   |   |             |             |             |             |             |             |             |  |
|  | 21                      | Julian Reister          | Julian Reister          | Julian Reister          | Julian Reister          | 6           | 7           |  |  |                     |                     |                     |                     |                     |                |               |   |   |             |             |             |             |             |             |             |  |

### Sezione 4
|  | Primo turno            | Primo turno            | Primo turno            | Primo turno            | Primo turno            | Primo turno | Primo turno |  |  | Secondo turno   | Secondo turno   | Secondo turno   | Secondo turno   | Secondo turno   | Secondo turno | Secondo turno |   |    | Terzo turno   | Terzo turno   | Terzo turno   | Terzo turno | Terzo turno | Terzo turno | Terzo turno |  |
|  |                        |                        |                        |                        |                        |             |             |  |  |                 |                 |                 |                 |                 |               |               |   |    |               |               |               |             |             |             |             |  |
|  | 4                      | Wayne Odesnik          | Wayne Odesnik          | Wayne Odesnik          | Wayne Odesnik          | 6           | 6           |  |  |                 |                 |                 |                 |                 |               |               |   |    |               |               |               |             |             |             |             |  |
|  |                        | Thiago Alves           | Thiago Alves           | Thiago Alves           | Thiago Alves           | 1           | 4           |  |  | Wayne Odesnik   | Wayne Odesnik   | Wayne Odesnik   | Wayne Odesnik   | Wayne Odesnik   | 6             | 6             |   |    |               |               |               |             |             |             |             |  |
|  | Arthur De Greef        | Arthur De Greef        | Arthur De Greef        | Arthur De Greef        | Arthur De Greef        | 6           | 7           |  |  | Arthur De Greef | Arthur De Greef | Arthur De Greef | Arthur De Greef | Arthur De Greef | 1             | 4             |   |    |               |               |               |             |             |             |             |  |
|  | Carlos Salamanca       | Carlos Salamanca       | Carlos Salamanca       | Carlos Salamanca       | Carlos Salamanca       | 4           | 64          |  |  |                 |                 |                 |                 |                 |               |               |   |    | Wayne Odesnik | Wayne Odesnik | Wayne Odesnik | 2           | 2           | 6           | 3           |  |
|  | Josselin Ouanna        | Josselin Ouanna        | Josselin Ouanna        | Josselin Ouanna        | Josselin Ouanna        | 7           | 6           |  |  |                 |                 | Olivier Rochus  | Olivier Rochus  | Olivier Rochus  | 6             | 6             | 4 | 0r |               |               |               |             |             |             |             |  |
|  | Víctor Estrella Burgos | Víctor Estrella Burgos | Víctor Estrella Burgos | Víctor Estrella Burgos | Víctor Estrella Burgos | 65          | 2           |  |  | Josselin Ouanna | Josselin Ouanna | Josselin Ouanna | Josselin Ouanna | Josselin Ouanna | 3             | 4             |   |    |               |               |               |             |             |             |             |  |
|  |                        | Renzo Olivo            | Renzo Olivo            | Renzo Olivo            | Renzo Olivo            | 3           | 4           |  |  | Olivier Rochus  | Olivier Rochus  | Olivier Rochus  | Olivier Rochus  | Olivier Rochus  | 6             | 6             |   |    |               |               |               |             |             |             |             |  |
|  | 20                     | Olivier Rochus         | Olivier Rochus         | Olivier Rochus         | Olivier Rochus         | 6           | 6           |  |  |                 |                 |                 |                 |                 |               |               |   |    |               |               |               |             |             |             |             |  |

### Sezione 5
|  | Primo turno     | Primo turno        | Primo turno        | Primo turno        | Primo turno        | Primo turno | Primo turno |  |  | Secondo turno   | Secondo turno   | Secondo turno   | Secondo turno   | Secondo turno   | Secondo turno   | Secondo turno |   |   | Terzo turno  | Terzo turno  | Terzo turno  | Terzo turno  | Terzo turno | Terzo turno | Terzo turno |  |
|  |                 |                    |                    |                    |                    |             |             |  |  |                 |                 |                 |                 |                 |                 |               |   |   |              |              |              |              |             |             |             |  |
|  | 5               | Jiří Veselý        | Jiří Veselý        | Jiří Veselý        | Jiří Veselý        | 7           | 6           |  |  |                 |                 |                 |                 |                 |                 |               |   |   |              |              |              |              |             |             |             |  |
|  |                 | John-Patrick Smith | John-Patrick Smith | John-Patrick Smith | John-Patrick Smith | 63          | 3           |  |  | Jiří Veselý     | Jiří Veselý     | Jiří Veselý     | Jiří Veselý     | Jiří Veselý     | 4               | 64            |   |   |              |              |              |              |             |             |             |  |
|  | Dustin Brown    | Dustin Brown       | Dustin Brown       | Dustin Brown       | Dustin Brown       | 6           | 6           |  |  | Dustin Brown    | Dustin Brown    | Dustin Brown    | Dustin Brown    | Dustin Brown    | 6               | 7             |   |   |              |              |              |              |             |             |             |  |
|  | Lewis Burton    | Lewis Burton       | Lewis Burton       | Lewis Burton       | Lewis Burton       | 4           | 3           |  |  |                 |                 |                 |                 |                 |                 |               |   |   | Dustin Brown | Dustin Brown | Dustin Brown | Dustin Brown | 7           | 6           | 6           |  |
|  | Marek Semjan    | Marek Semjan       | Marek Semjan       | Marek Semjan       | Marek Semjan       | 65          | 3           |  |  |                 |                 | Evgenij Korolëv | Evgenij Korolëv | Evgenij Korolëv | Evgenij Korolëv | 65            | 3 | 2 |              |              |              |              |             |             |             |  |
|  | Alex Bogdanović | Alex Bogdanović    | Alex Bogdanović    | Alex Bogdanović    | Alex Bogdanović    | 7           | 6           |  |  | Alex Bogdanović | Alex Bogdanović | Alex Bogdanović | Alex Bogdanović | 5               | 6               | 3             |   |   |              |              |              |              |             |             |             |  |
|  |                 | Evgenij Korolëv    | Evgenij Korolëv    | Evgenij Korolëv    | Evgenij Korolëv    | 6           | 7           |  |  | Evgenij Korolëv | Evgenij Korolëv | Evgenij Korolëv | Evgenij Korolëv | 7               | 2               | 6             |   |   |              |              |              |              |             |             |             |  |
|  | 18              | Yūichi Sugita      | Yūichi Sugita      | Yūichi Sugita      | Yūichi Sugita      | 3           | 5           |  |  |                 |                 |                 |                 |                 |                 |               |   |   |              |              |              |              |             |             |             |  |

### Sezione 6
|  | Primo turno     | Primo turno                 | Primo turno                 | Primo turno                 | Primo turno                 | Primo turno | Primo turno |  |  | Secondo turno   | Secondo turno   | Secondo turno   | Secondo turno   | Secondo turno   | Secondo turno   | Secondo turno |   |   | Terzo turno | Terzo turno | Terzo turno | Terzo turno | Terzo turno | Terzo turno | Terzo turno |  |
|  |                 |                             |                             |                             |                             |             |             |  |  |                 |                 |                 |                 |                 |                 |               |   |   |             |             |             |             |             |             |             |  |
|  | 6               | Denis Kudla                 | Denis Kudla                 | Denis Kudla                 | Denis Kudla                 | 6           | 6           |  |  |                 |                 |                 |                 |                 |                 |               |   |   |             |             |             |             |             |             |             |  |
|  |                 | Pierre-Hugues Herbert       | Pierre-Hugues Herbert       | Pierre-Hugues Herbert       | Pierre-Hugues Herbert       | 3           | 4           |  |  | Denis Kudla     | Denis Kudla     | Denis Kudla     | Denis Kudla     | 6               | 5               | 6             |   |   |             |             |             |             |             |             |             |  |
|  | WC              | Filip Peliwo                | Filip Peliwo                | Filip Peliwo                | 6                           | 1           | 9           |  |  | Filip Peliwo    | Filip Peliwo    | Filip Peliwo    | Filip Peliwo    | 1               | 7               | 1             |   |   |             |             |             |             |             |             |             |  |
|  |                 | Bradley Klahn               | Bradley Klahn               | Bradley Klahn               | 2                           | 6           | 7           |  |  |                 |                 |                 |                 |                 |                 |               |   |   | Denis Kudla | Denis Kudla | Denis Kudla | Denis Kudla | 6           | 6           | 6           |  |
|  | Henri Laaksonen | Henri Laaksonen             | Henri Laaksonen             | Henri Laaksonen             | Henri Laaksonen             | 6           | 6           |  |  |                 |                 | Ruben Bemelmans | Ruben Bemelmans | Ruben Bemelmans | Ruben Bemelmans | 4             | 4 | 3 |             |             |             |             |             |             |             |  |
|  | David Guez      | David Guez                  | David Guez                  | David Guez                  | David Guez                  | 3           | 3           |  |  | Henri Laaksonen | Henri Laaksonen | Henri Laaksonen | Henri Laaksonen | Henri Laaksonen | 4               | 3             |   |   |             |             |             |             |             |             |             |  |
|  |                 | Jonathan Dasnières de Veigy | Jonathan Dasnières de Veigy | Jonathan Dasnières de Veigy | Jonathan Dasnières de Veigy | 3           | 4           |  |  | Ruben Bemelmans | Ruben Bemelmans | Ruben Bemelmans | Ruben Bemelmans | Ruben Bemelmans | 6               | 6             |   |   |             |             |             |             |             |             |             |  |
|  | 23              | Ruben Bemelmans             | Ruben Bemelmans             | Ruben Bemelmans             | Ruben Bemelmans             | 6           | 6           |  |  |                 |                 |                 |                 |                 |                 |               |   |   |             |             |             |             |             |             |             |  |

### Sezione 7
|  | Primo turno      | Primo turno        | Primo turno        | Primo turno        | Primo turno        | Primo turno | Primo turno |  |  | Secondo turno      | Secondo turno      | Secondo turno      | Secondo turno      | Secondo turno | Secondo turno | Secondo turno |   |   | Terzo turno        | Terzo turno        | Terzo turno        | Terzo turno        | Terzo turno | Terzo turno | Terzo turno |  |
|  |                  |                    |                    |                    |                    |             |             |  |  |                    |                    |                    |                    |               |               |               |   |   |                    |                    |                    |                    |             |             |             |  |
|  | 7                | Jan-Lennard Struff | Jan-Lennard Struff | Jan-Lennard Struff | Jan-Lennard Struff | 6           | 6           |  |  |                    |                    |                    |                    |               |               |               |   |   |                    |                    |                    |                    |             |             |             |  |
|  |                  | Uladzimir Ihnacik  | Uladzimir Ihnacik  | Uladzimir Ihnacik  | Uladzimir Ihnacik  | 3           | 3           |  |  | Jan-Lennard Struff | Jan-Lennard Struff | Jan-Lennard Struff | Jan-Lennard Struff | 6             | 3             | 8             |   |   |                    |                    |                    |                    |             |             |             |  |
|  | Laurent Rochette | Laurent Rochette   | Laurent Rochette   | Laurent Rochette   | 6                  | 4           | 4           |  |  | Hiroki Moriya      | Hiroki Moriya      | Hiroki Moriya      | Hiroki Moriya      | 3             | 6             | 6             |   |   |                    |                    |                    |                    |             |             |             |  |
|  | Hiroki Moriya    | Hiroki Moriya      | Hiroki Moriya      | Hiroki Moriya      | 3                  | 6           | 6           |  |  |                    |                    |                    |                    |               |               |               |   |   | Jan-Lennard Struff | Jan-Lennard Struff | Jan-Lennard Struff | Jan-Lennard Struff | 6           | 6           | 6           |  |
|  | Niels Desein     | Niels Desein       | Niels Desein       | Niels Desein       | 6                  | 1           | 5           |  |  |                    |                    | Igor' Kunicyn      | Igor' Kunicyn      | Igor' Kunicyn | Igor' Kunicyn | 3             | 4 | 2 |                    |                    |                    |                    |             |             |             |  |
|  | Igor' Kunicyn    | Igor' Kunicyn      | Igor' Kunicyn      | Igor' Kunicyn      | 2                  | 6           | 7           |  |  | Igor' Kunicyn      | Igor' Kunicyn      | Igor' Kunicyn      | Igor' Kunicyn      | 65            | 6             | 6             |   |   |                    |                    |                    |                    |             |             |             |  |
|  | WC               | Jamie Baker        | Jamie Baker        | Jamie Baker        | 4                  | 6           | 6           |  |  | Jamie Baker        | Jamie Baker        | Jamie Baker        | Jamie Baker        | 7             | 3             | 4             |   |   |                    |                    |                    |                    |             |             |             |  |
|  | 17               | Matteo Viola       | Matteo Viola       | Matteo Viola       | 6                  | 3           | 4           |  |  |                    |                    |                    |                    |               |               |               |   |   |                    |                    |                    |                    |             |             |             |  |

### Sezione 8
|  | Primo turno    | Primo turno              | Primo turno              | Primo turno              | Primo turno              | Primo turno | Primo turno |  |  | Secondo turno  | Secondo turno  | Secondo turno  | Secondo turno  | Secondo turno  | Secondo turno | Secondo turno |   |   | Terzo turno | Terzo turno | Terzo turno | Terzo turno | Terzo turno | Terzo turno | Terzo turno |  |
|  |                |                          |                          |                          |                          |             |             |  |  |                |                |                |                |                |               |               |   |   |             |             |             |             |             |             |             |  |
|  | 8              | Tim Smyczek              | Tim Smyczek              | Tim Smyczek              | Tim Smyczek              | 6           | 6           |  |  |                |                |                |                |                |               |               |   |   |             |             |             |             |             |             |             |  |
|  |                | Adrián Menéndez Maceiras | Adrián Menéndez Maceiras | Adrián Menéndez Maceiras | Adrián Menéndez Maceiras | 2           | 4           |  |  | Tim Smyczek    | Tim Smyczek    | Tim Smyczek    | Tim Smyczek    | Tim Smyczek    | 6             | 7             |   |   |             |             |             |             |             |             |             |  |
|  | Mirza Bašić    | Mirza Bašić              | Mirza Bašić              | Mirza Bašić              | Mirza Bašić              | 64          | 3           |  |  | Mirza Bašić    | Mirza Bašić    | Mirza Bašić    | Mirza Bašić    | Mirza Bašić    | 3             | 5             |   |   |             |             |             |             |             |             |             |  |
|  | Yang Tsung-hua | Yang Tsung-hua           | Yang Tsung-hua           | Yang Tsung-hua           | Yang Tsung-hua           | 7           | 3r          |  |  |                |                |                |                |                |               |               |   |   | Tim Smyczek | Tim Smyczek | Tim Smyczek | 6           | 5           | 65          | 5           |  |
|  | Peter Polansky | Peter Polansky           | Peter Polansky           | Peter Polansky           | Peter Polansky           | 2           | 3           |  |  |                |                | Matt Reid      | Matt Reid      | Matt Reid      | 3             | 7             | 7 | 7 |             |             |             |             |             |             |             |  |
|  | Amir Weintraub | Amir Weintraub           | Amir Weintraub           | Amir Weintraub           | Amir Weintraub           | 6           | 6           |  |  | Amir Weintraub | Amir Weintraub | Amir Weintraub | Amir Weintraub | Amir Weintraub | 65            | 3             |   |   |             |             |             |             |             |             |             |  |
|  |                | Matt Reid                | Matt Reid                | Matt Reid                | 7                        | 4           | 18          |  |  | Matt Reid      | Matt Reid      | Matt Reid      | Matt Reid      | Matt Reid      | 7             | 6             |   |   |             |             |             |             |             |             |             |  |
|  | 22             | Somdev Devvarman         | Somdev Devvarman         | Somdev Devvarman         | 64                       | 6           | 16          |  |  |                |                |                |                |                |               |               |   |   |             |             |             |             |             |             |             |  |

### Sezione 9
|  | Primo turno     | Primo turno     | Primo turno     | Primo turno     | Primo turno     | Primo turno | Primo turno |  |  | Secondo turno  | Secondo turno  | Secondo turno  | Secondo turno  | Secondo turno  | Secondo turno  | Secondo turno |   |   | Terzo turno  | Terzo turno  | Terzo turno  | Terzo turno  | Terzo turno | Terzo turno | Terzo turno |  |
|  |                 |                 |                 |                 |                 |             |             |  |  |                |                |                |                |                |                |               |   |   |              |              |              |              |             |             |             |  |
|  | 9               | Illja Marčenko  | Illja Marčenko  | Illja Marčenko  | 6               | 5           | 7           |  |  |                |                |                |                |                |                |               |   |   |              |              |              |              |             |             |             |  |
|  | WC              | Edward Corrie   | Edward Corrie   | Edward Corrie   | 4               | 7           | 5           |  |  | Illja Marčenko | Illja Marčenko | Illja Marčenko | Illja Marčenko | 7              | 5              | 4             |   |   |              |              |              |              |             |             |             |  |
|  | Malek Jaziri    | Malek Jaziri    | Malek Jaziri    | Malek Jaziri    | 6               | 5           | 6           |  |  | Malek Jaziri   | Malek Jaziri   | Malek Jaziri   | Malek Jaziri   | 64             | 7              | 6             |   |   |              |              |              |              |             |             |             |  |
|  | Jan Mertl       | Jan Mertl       | Jan Mertl       | Jan Mertl       | 3               | 7           | 4           |  |  |                |                |                |                |                |                |               |   |   | Malek Jaziri | Malek Jaziri | Malek Jaziri | Malek Jaziri | 5           | 5           | 2           |  |
|  | Frank Dancevic  | Frank Dancevic  | Frank Dancevic  | Frank Dancevic  | Frank Dancevic  | 7           | 6           |  |  |                |                | Wang Yeu-tzuoo | Wang Yeu-tzuoo | Wang Yeu-tzuoo | Wang Yeu-tzuoo | 7             | 7 | 6 |              |              |              |              |             |             |             |  |
|  | Albano Olivetti | Albano Olivetti | Albano Olivetti | Albano Olivetti | Albano Olivetti | 6(1)        | 2           |  |  | Frank Dancevic | Frank Dancevic | Frank Dancevic | Frank Dancevic | Frank Dancevic | 2              | 2             |   |   |              |              |              |              |             |             |             |  |
|  |                 | Boy Westerhof   | Boy Westerhof   | Boy Westerhof   | Boy Westerhof   | 1           | 4           |  |  | Wang Yeu-tzuoo | Wang Yeu-tzuoo | Wang Yeu-tzuoo | Wang Yeu-tzuoo | Wang Yeu-tzuoo | 6              | 6             |   |   |              |              |              |              |             |             |             |  |
|  | 29              | Wang Yeu-tzuoo  | Wang Yeu-tzuoo  | Wang Yeu-tzuoo  | Wang Yeu-tzuoo  | 6           | 6           |  |  |                |                |                |                |                |                |               |   |   |              |              |              |              |             |             |             |  |

### Sezione 10
|  | Primo turno      | Primo turno      | Primo turno      | Primo turno      | Primo turno     | Primo turno | Primo turno |  |  | Secondo turno    | Secondo turno    | Secondo turno    | Secondo turno    | Secondo turno    | Secondo turno  | Secondo turno |   |    | Terzo turno     | Terzo turno     | Terzo turno     | Terzo turno     | Terzo turno | Terzo turno | Terzo turno |  |
|  |                  |                  |                  |                  |                 |             |             |  |  |                  |                  |                  |                  |                  |                |               |   |    |                 |                 |                 |                 |             |             |             |  |
|  | 10               | Dušan Lajović    | Dušan Lajović    | Dušan Lajović    | Dušan Lajović   | 3           | 1           |  |  |                  |                  |                  |                  |                  |                |               |   |    |                 |                 |                 |                 |             |             |             |  |
|  |                  | James Duckworth  | James Duckworth  | James Duckworth  | James Duckworth | 6           | 6           |  |  | James Duckworth  | James Duckworth  | James Duckworth  | James Duckworth  | James Duckworth  | 6              | 6             |   |    |                 |                 |                 |                 |             |             |             |  |
|  | Donald Young     | Donald Young     | Donald Young     | Donald Young     | Donald Young    | 4           | 3           |  |  | Agustín Velotti  | Agustín Velotti  | Agustín Velotti  | Agustín Velotti  | Agustín Velotti  | 2              | 3             |   |    |                 |                 |                 |                 |             |             |             |  |
|  | Agustín Velotti  | Agustín Velotti  | Agustín Velotti  | Agustín Velotti  | Agustín Velotti | 6           | 6           |  |  |                  |                  |                  |                  |                  |                |               |   |    | James Duckworth | James Duckworth | James Duckworth | James Duckworth | 7           | 6           | 7           |  |
|  | Matwé Middelkoop | Matwé Middelkoop | Matwé Middelkoop | Matwé Middelkoop | 3               | 7           | 6           |  |  |                  |                  | Michael Berrer   | Michael Berrer   | Michael Berrer   | Michael Berrer | 64            | 4 | 65 |                 |                 |                 |                 |             |             |             |  |
|  | Alessio Di Mauro | Alessio Di Mauro | Alessio Di Mauro | Alessio Di Mauro | 6               | 62          | 1           |  |  | Matwé Middelkoop | Matwé Middelkoop | Matwé Middelkoop | Matwé Middelkoop | Matwé Middelkoop | 2              | 1             |   |    |                 |                 |                 |                 |             |             |             |  |
|  |                  | André Ghem       | André Ghem       | André Ghem       | André Ghem      | 3           | 5           |  |  | Michael Berrer   | Michael Berrer   | Michael Berrer   | Michael Berrer   | Michael Berrer   | 6              | 6             |   |    |                 |                 |                 |                 |             |             |             |  |
|  | 31               | Michael Berrer   | Michael Berrer   | Michael Berrer   | Michael Berrer  | 6           | 7           |  |  |                  |                  |                  |                  |                  |                |               |   |    |                 |                 |                 |                 |             |             |             |  |

### Sezione 11
|  | Primo turno     | Primo turno             | Primo turno             | Primo turno             | Primo turno     | Primo turno | Primo turno |  |  | Secondo turno           | Secondo turno           | Secondo turno           | Secondo turno           | Secondo turno           | Secondo turno           | Secondo turno |   |   | Terzo turno       | Terzo turno       | Terzo turno       | Terzo turno       | Terzo turno | Terzo turno | Terzo turno |  |
|  |                 |                         |                         |                         |                 |             |             |  |  |                         |                         |                         |                         |                         |                         |               |   |   |                   |                   |                   |                   |             |             |             |  |
|  | 11              | Michał Przysiężny       | Michał Przysiężny       | Michał Przysiężny       | 2               | 6           | 6           |  |  |                         |                         |                         |                         |                         |                         |               |   |   |                   |                   |                   |                   |             |             |             |  |
|  |                 | Dušan Lojda             | Dušan Lojda             | Dušan Lojda             | 6               | 3           | 2           |  |  | Michał Przysiężny       | Michał Przysiężny       | Michał Przysiężny       | Michał Przysiężny       | Michał Przysiężny       | 7                       | 7             |   |   |                   |                   |                   |                   |             |             |             |  |
|  | WC              | Josh Goodall            | Josh Goodall            | Josh Goodall            | Josh Goodall    | 4           | 6           |  |  | Samuel Groth            | Samuel Groth            | Samuel Groth            | Samuel Groth            | Samuel Groth            | 63                      | 68            |   |   |                   |                   |                   |                   |             |             |             |  |
|  |                 | Samuel Groth            | Samuel Groth            | Samuel Groth            | Samuel Groth    | 6           | 7           |  |  |                         |                         |                         |                         |                         |                         |               |   |   | Michał Przysiężny | Michał Przysiężny | Michał Przysiężny | Michał Przysiężny | 7           | 6           | 6           |  |
|  | Peter Gojowczyk | Peter Gojowczyk         | Peter Gojowczyk         | Peter Gojowczyk         | Peter Gojowczyk | 6           | 6           |  |  |                         |                         | Daniel Muñoz de la Nava | Daniel Muñoz de la Nava | Daniel Muñoz de la Nava | Daniel Muñoz de la Nava | 63            | 4 | 4 |                   |                   |                   |                   |             |             |             |  |
|  | Antonio Veić    | Antonio Veić            | Antonio Veić            | Antonio Veić            | Antonio Veić    | 1           | 1           |  |  | Peter Gojowczyk         | Peter Gojowczyk         | Peter Gojowczyk         | Peter Gojowczyk         | Peter Gojowczyk         | 2                       | 1             |   |   |                   |                   |                   |                   |             |             |             |  |
|  | WC              | Daniel Evans            | Daniel Evans            | Daniel Evans            | 1               | 6           | 2           |  |  | Daniel Muñoz de la Nava | Daniel Muñoz de la Nava | Daniel Muñoz de la Nava | Daniel Muñoz de la Nava | Daniel Muñoz de la Nava | 6                       | 6             |   |   |                   |                   |                   |                   |             |             |             |  |
|  | 25              | Daniel Muñoz de la Nava | Daniel Muñoz de la Nava | Daniel Muñoz de la Nava | 6               | 3           | 6           |  |  |                         |                         |                         |                         |                         |                         |               |   |   |                   |                   |                   |                   |             |             |             |  |

### Sezione 12
|  | Primo turno       | Primo turno       | Primo turno       | Primo turno       | Primo turno      | Primo turno | Primo turno |  |  | Secondo turno     | Secondo turno     | Secondo turno     | Secondo turno     | Secondo turno     | Secondo turno | Secondo turno |   |   | Terzo turno    | Terzo turno    | Terzo turno    | Terzo turno | Terzo turno | Terzo turno | Terzo turno |  |
|  |                   |                   |                   |                   |                  |             |             |  |  |                   |                   |                   |                   |                   |               |               |   |   |                |                |                |             |             |             |             |  |
|  | 12                | Rhyne Williams    | Rhyne Williams    | Rhyne Williams    | Rhyne Williams   | 6           | 6           |  |  |                   |                   |                   |                   |                   |               |               |   |   |                |                |                |             |             |             |             |  |
|  |                   | Victor Crivoi     | Victor Crivoi     | Victor Crivoi     | Victor Crivoi    | 2           | 4           |  |  | Rhyne Williams    | Rhyne Williams    | Rhyne Williams    | Rhyne Williams    | Rhyne Williams    | 7             | 6             |   |   |                |                |                |             |             |             |             |  |
|  | Fabiano de Paula  | Fabiano de Paula  | Fabiano de Paula  | Fabiano de Paula  | Fabiano de Paula | 6           | 5           |  |  | Steven Diez       | Steven Diez       | Steven Diez       | Steven Diez       | Steven Diez       | 6             | 4             |   |   |                |                |                |             |             |             |             |  |
|  | Steven Diez       | Steven Diez       | Steven Diez       | Steven Diez       | Steven Diez      | 7           | 7           |  |  |                   |                   |                   |                   |                   |               |               |   |   | Rhyne Williams | Rhyne Williams | Rhyne Williams | 6           | 3           | 64          | 2           |  |
|  | Aldin Šetkić      | Aldin Šetkić      | Aldin Šetkić      | Aldin Šetkić      | 4                | 6           | 3           |  |  |                   |                   | Bobby Reynolds    | Bobby Reynolds    | Bobby Reynolds    | 4             | 6             | 7 | 6 |                |                |                |             |             |             |             |  |
|  | Marcelo Demoliner | Marcelo Demoliner | Marcelo Demoliner | Marcelo Demoliner | 6                | 3           | 6           |  |  | Marcelo Demoliner | Marcelo Demoliner | Marcelo Demoliner | Marcelo Demoliner | Marcelo Demoliner | 63            | 67            |   |   |                |                |                |             |             |             |             |  |
|  |                   | Jorge Aguilar     | Jorge Aguilar     | Jorge Aguilar     | Jorge Aguilar    | 4           | 2           |  |  | Bobby Reynolds    | Bobby Reynolds    | Bobby Reynolds    | Bobby Reynolds    | Bobby Reynolds    | 7             | 7             |   |   |                |                |                |             |             |             |             |  |
|  | 27                | Bobby Reynolds    | Bobby Reynolds    | Bobby Reynolds    | Bobby Reynolds   | 6           | 6           |  |  |                   |                   |                   |                   |                   |               |               |   |   |                |                |                |             |             |             |             |  |

### Sezione 13
|  | Primo turno      | Primo turno       | Primo turno       | Primo turno       | Primo turno   | Primo turno | Primo turno |  |  | Secondo turno   | Secondo turno   | Secondo turno   | Secondo turno   | Secondo turno   | Secondo turno  | Secondo turno |   |   | Terzo turno | Terzo turno | Terzo turno | Terzo turno | Terzo turno | Terzo turno | Terzo turno |  |
|  |                  |                   |                   |                   |               |             |             |  |  |                 |                 |                 |                 |                 |                |               |   |   |             |             |             |             |             |             |             |  |
|  | 13               | Gō Soeda          | Gō Soeda          | Gō Soeda          | Gō Soeda      | 6           | 6           |  |  |                 |                 |                 |                 |                 |                |               |   |   |             |             |             |             |             |             |             |  |
|  |                  | Nikola Mektić     | Nikola Mektić     | Nikola Mektić     | Nikola Mektić | 2           | 0           |  |  | Gō Soeda        | Gō Soeda        | Gō Soeda        | Gō Soeda        | Gō Soeda        | 6              | 6             |   |   |             |             |             |             |             |             |             |  |
|  | Márton Fucsovics | Márton Fucsovics  | Márton Fucsovics  | Márton Fucsovics  | 1             | 7           | 10          |  |  | Danai Udomchoke | Danai Udomchoke | Danai Udomchoke | Danai Udomchoke | Danai Udomchoke | 3              | 2             |   |   |             |             |             |             |             |             |             |  |
|  | Danai Udomchoke  | Danai Udomchoke   | Danai Udomchoke   | Danai Udomchoke   | 6             | 5           | 12          |  |  |                 |                 |                 |                 |                 |                |               |   |   | Gō Soeda    | Gō Soeda    | Gō Soeda    | Gō Soeda    | 6           | 6           | 6           |  |
|  | Rik De Voest     | Rik De Voest      | Rik De Voest      | Rik De Voest      | 65            | 6           | 4           |  |  |                 |                 | Boris Pašanski  | Boris Pašanski  | Boris Pašanski  | Boris Pašanski | 2             | 2 | 4 |             |             |             |             |             |             |             |  |
|  | Boris Pašanski   | Boris Pašanski    | Boris Pašanski    | Boris Pašanski    | 7             | 3           | 6           |  |  | Boris Pašanski  | Boris Pašanski  | Boris Pašanski  | Boris Pašanski  | Boris Pašanski  | 6              | 7             |   |   |             |             |             |             |             |             |             |  |
|  |                  | Gianluca Naso     | Gianluca Naso     | Gianluca Naso     | 1             | 6           | 6           |  |  | Gianluca Naso   | Gianluca Naso   | Gianluca Naso   | Gianluca Naso   | Gianluca Naso   | 3              | 5             |   |   |             |             |             |             |             |             |             |  |
|  | 30               | Marco Chiudinelli | Marco Chiudinelli | Marco Chiudinelli | 6             | 1           | 4           |  |  |                 |                 |                 |                 |                 |                |               |   |   |             |             |             |             |             |             |             |  |

### Sezione 14
|  | Primo turno         | Primo turno         | Primo turno         | Primo turno         | Primo turno         | Primo turno | Primo turno |  |  | Secondo turno   | Secondo turno   | Secondo turno   | Secondo turno   | Secondo turno | Secondo turno | Secondo turno |   |   | Terzo turno   | Terzo turno   | Terzo turno | Terzo turno | Terzo turno | Terzo turno | Terzo turno |  |
|  |                     |                     |                     |                     |                     |             |             |  |  |                 |                 |                 |                 |               |               |               |   |   |               |               |             |             |             |             |             |  |
|  | 14                  | Matthias Bachinger  | Matthias Bachinger  | Matthias Bachinger  | 7                   | 3           | 2           |  |  |                 |                 |                 |                 |               |               |               |   |   |               |               |             |             |             |             |             |  |
|  |                     | Tatsuma Itō         | Tatsuma Itō         | Tatsuma Itō         | 65                  | 6           | 6           |  |  | Tatsuma Itō     | Tatsuma Itō     | Tatsuma Itō     | Tatsuma Itō     | Tatsuma Itō   | 3             | 2             |   |   |               |               |             |             |             |             |             |  |
|  | Iñigo Cervantes     | Iñigo Cervantes     | Iñigo Cervantes     | Iñigo Cervantes     | Iñigo Cervantes     | 2           | 4           |  |  | Maxime Authom   | Maxime Authom   | Maxime Authom   | Maxime Authom   | Maxime Authom | 6             | 6             |   |   |               |               |             |             |             |             |             |  |
|  | Maxime Authom       | Maxime Authom       | Maxime Authom       | Maxime Authom       | Maxime Authom       | 6           | 6           |  |  |                 |                 |                 |                 |               |               |               |   |   | Maxime Authom | Maxime Authom | 3           | 7           | 6           | 5           | 5           |  |
|  | Alex Kuznetsov      | Alex Kuznetsov      | Alex Kuznetsov      | Alex Kuznetsov      | Alex Kuznetsov      | 6           | 6           |  |  |                 |                 | Alex Kuznetsov  | Alex Kuznetsov  | 6             | 5             | 3             | 7 | 7 |               |               |             |             |             |             |             |  |
|  | Joshua Ward-Hibbert | Joshua Ward-Hibbert | Joshua Ward-Hibbert | Joshua Ward-Hibbert | Joshua Ward-Hibbert | 4           | 4           |  |  | Alex Kuznetsov  | Alex Kuznetsov  | Alex Kuznetsov  | Alex Kuznetsov  | 6             | 64            | 6             |   |   |               |               |             |             |             |             |             |  |
|  |                     | Marco Trungelliti   | Marco Trungelliti   | Marco Trungelliti   | Marco Trungelliti   | 5           | 0           |  |  | Guido Andreozzi | Guido Andreozzi | Guido Andreozzi | Guido Andreozzi | 0             | 7             | 2             |   |   |               |               |             |             |             |             |             |  |
|  | 26                  | Guido Andreozzi     | Guido Andreozzi     | Guido Andreozzi     | Guido Andreozzi     | 7           | 6           |  |  |                 |                 |                 |                 |               |               |               |   |   |               |               |             |             |             |             |             |  |

### Sezione 15
|  | Primo turno      | Primo turno      | Primo turno      | Primo turno      | Primo turno  | Primo turno | Primo turno |  |  | Secondo turno  | Secondo turno  | Secondo turno  | Secondo turno  | Secondo turno | Secondo turno | Secondo turno |   |   | Terzo turno  | Terzo turno  | Terzo turno  | Terzo turno | Terzo turno | Terzo turno | Terzo turno |  |
|  |                  |                  |                  |                  |              |             |             |  |  |                |                |                |                |               |               |               |   |   |              |              |              |             |             |             |             |  |
|  | 15               | Marc Gicquel     | Marc Gicquel     | Marc Gicquel     | Marc Gicquel | 6           | 6           |  |  |                |                |                |                |               |               |               |   |   |              |              |              |             |             |             |             |  |
|  |                  | Chen Ti          | Chen Ti          | Chen Ti          | Chen Ti      | 2           | 2           |  |  | Marc Gicquel   | Marc Gicquel   | Marc Gicquel   | Marc Gicquel   | 6             | 3             | 9             |   |   |              |              |              |             |             |             |             |  |
|  | Matthew Barton   | Matthew Barton   | Matthew Barton   | Matthew Barton   | 6            | 2           | 4           |  |  | Farruch Dustov | Farruch Dustov | Farruch Dustov | Farruch Dustov | 2             | 6             | 7             |   |   |              |              |              |             |             |             |             |  |
|  | Farruch Dustov   | Farruch Dustov   | Farruch Dustov   | Farruch Dustov   | 3            | 6           | 6           |  |  |                |                |                |                |               |               |               |   |   | Marc Gicquel | Marc Gicquel | Marc Gicquel | 7           | 6           | 4           | 6           |  |
|  | Guilherme Clezar | Guilherme Clezar | Guilherme Clezar | Guilherme Clezar | 6            | 5           | 5           |  |  |                |                | Javier Martí   | Javier Martí   | Javier Martí  | 64            | 4             | 6 | 2 |              |              |              |             |             |             |             |  |
|  | Javier Martí     | Javier Martí     | Javier Martí     | Javier Martí     | 2            | 7           | 7           |  |  | Javier Martí   | Javier Martí   | Javier Martí   | Javier Martí   | Javier Martí  | 6             | 6             |   |   |              |              |              |             |             |             |             |  |
|  |                  | Vincent Millot   | Vincent Millot   | Vincent Millot   | 1            | 6           | 3           |  |  | Florent Serra  | Florent Serra  | Florent Serra  | Florent Serra  | Florent Serra | 4             | 2             |   |   |              |              |              |             |             |             |             |  |
|  | 28               | Florent Serra    | Florent Serra    | Florent Serra    | 6            | 3           | 6           |  |  |                |                |                |                |               |               |               |   |   |              |              |              |             |             |             |             |  |

### Sezione 16
|  | Primo turno     | Primo turno        | Primo turno        | Primo turno        | Primo turno        | Primo turno | Primo turno |  |  | Secondo turno      | Secondo turno      | Secondo turno      | Secondo turno      | Secondo turno      | Secondo turno  | Secondo turno |   |   | Terzo turno        | Terzo turno        | Terzo turno        | Terzo turno | Terzo turno | Terzo turno | Terzo turno |  |
|  |                 |                    |                    |                    |                    |             |             |  |  |                    |                    |                    |                    |                    |                |               |   |   |                    |                    |                    |             |             |             |             |  |
|  | 16              | Tejmuraz Gabašvili | Tejmuraz Gabašvili | Tejmuraz Gabašvili | Tejmuraz Gabašvili | 7           | 7           |  |  |                    |                    |                    |                    |                    |                |               |   |   |                    |                    |                    |             |             |             |             |  |
|  |                 | Jonathan Eysseric  | Jonathan Eysseric  | Jonathan Eysseric  | Jonathan Eysseric  | 5           | 65          |  |  | Tejmuraz Gabašvili | Tejmuraz Gabašvili | Tejmuraz Gabašvili | Tejmuraz Gabašvili | Tejmuraz Gabašvili | 7              | 6             |   |   |                    |                    |                    |             |             |             |             |  |
|  | Jozef Kovalík   | Jozef Kovalík      | Jozef Kovalík      | Jozef Kovalík      | Jozef Kovalík      | 1           | 2           |  |  | Dominik Meffert    | Dominik Meffert    | Dominik Meffert    | Dominik Meffert    | Dominik Meffert    | 5              | 4             |   |   |                    |                    |                    |             |             |             |             |  |
|  | Dominik Meffert | Dominik Meffert    | Dominik Meffert    | Dominik Meffert    | Dominik Meffert    | 6           | 6           |  |  |                    |                    |                    |                    |                    |                |               |   |   | Tejmuraz Gabašvili | Tejmuraz Gabašvili | Tejmuraz Gabašvili | 3           | 7           | 6           | 6           |  |
|  | Michael Yani    | Michael Yani       | Michael Yani       | Michael Yani       | Michael Yani       | 3           | 65          |  |  |                    |                    | Martin Fischer     | Martin Fischer     | Martin Fischer     | 6              | 5             | 4 | 3 |                    |                    |                    |             |             |             |             |  |
|  | Denys Molčanov  | Denys Molčanov     | Denys Molčanov     | Denys Molčanov     | Denys Molčanov     | 6           | 7           |  |  | Denys Molčanov     | Denys Molčanov     | Denys Molčanov     | Denys Molčanov     | Denys Molčanov     | Denys Molčanov | 0r            |   |   |                    |                    |                    |             |             |             |             |  |
|  |                 | Martin Fischer     | Martin Fischer     | Martin Fischer     | 4                  | 6           | 0           |  |  | Martin Fischer     | Martin Fischer     | Martin Fischer     | Martin Fischer     | Martin Fischer     | Martin Fischer | 4             |   |   |                    |                    |                    |             |             |             |             |  |
|  | 19              | Simon Greul        | Simon Greul        | Simon Greul        | 6                  | 4           | 0r          |  |  |                    |                    |                    |                    |                    |                |               |   |   |                    |                    |                    |             |             |             |             |  |